# Останній бойскаут (фільм)
«Оста́нній бойска́ут» (англ. The Last Boyscout) — американський кінофільм режисера Тоні Скотта 1991 року.

## Сюжет
Бойовик, наповнений вибуховими спецефектами та чорним жорстким гумором.
Брюс Вілліс та Деймон Вейянс грають кинутого життям детектива та списаного футбольного захисника, які твердо вирішили добитися свого.
Знайомий Вілліса підкинув йому завдання захистити одну стриптизерку (Беррі) від небезпеки, але після цього він сам загинув у вибуху. Стриптизерку, хлопцем якої був Вейянс, убила мафія. Обоє хлопців повинні з'ясувати, до якої халепи вони втрапили.
Коли справа приймає крутих обертів, вони також стають крутішими. Їхній гумор — також. Вони вступили до гри. Вони повинні зрівняти рахунок: ризик зростає, удари стають сильнішими, а негідники — мертвішими.

## У ролях
| Актор           | Роль               |
| --------------- | ------------------ |
| Брюс Вілліс     | Джо Гелленбек      |
| Деймон Веянс    | Джиммі Дікс        |
| Челсі Філд      | Сара Гелленбек     |
| Ноубл Віллінгем | Шелдон Марконі     |
| Тейлор Негрон   | Майло              |
| Даніель Гарріс  | Деріан Гелленбек   |
| Геллі Беррі     | Корі               |
| Брюс Макгілл    | Майк Метьюс        |
| Баджа Джола     | головоріз          |
| Кім Коутс       | Чет                |
| Челсі Росс      | сенатор Байнард    |
| Джо Сантос      | Бессало            |
| Кларенс Фелдер  | МакКаскі           |
| Тоні Лонго      | Великий Рей Волтон |
| Френк Коллісон  | Пабло              |